# Cingles de la Lleixa
Els Cingles de la Lleixa, és una cinglera del terme municipal de Talamanca, del Bages.
Forma una continuïtat amb la Cinglera de Rocablanca, els Cingles de Mussarra i els Cingles de l'Estoviada, que formen tot el límit meridional del Pla de Mussarra.
Estan situats al sud-oest de la masia de Mussarra, a la dreta del torrent de la Font dels Pets.